# Suite in F
De Suite in F is een compositie van Albert Roussel. Roussel schreef klassieke muziek van de 20e eeuw gebaseerd op de suite uit de 18e eeuw. Roussel schreef daarbij een orkest voor, dat vele malen groter was dan een orkest in de 18e eeuw was. Er klinkt duidelijk Amerikaanse muziek door deze Franse suite.
De suite bestaat uit drie delen:
- Prélude
- Sarabande
- Gigue

Het Boston Symphony Orchestra onder leiding van dirigent Serge Koussevitzky gaf de eerste uitvoering op 21 januari 1927.
Uitgangspunt bij de orkestratie zal het BSO geweest zijn.
- 1 piccolo, 2 dwarsfluiten, 2 hobo’s, 1 althobo, 2 klarinetten, 1 basklarinet, 2 fagotten, 1 contrafagot
- 4 hoorns, 4 trompetten, 3 trombones, 1 tuba
- pauken, percussie (triangel, tamboerijn, grote trom, kleine trom, bekkens en xylofoon), 1 harp, celesta
- violen, altviolen, celli, contrabassen